# RM17668
RM17668 — хімічно пекулярна зоря спектрального класу
A9 й має видиму зоряну величину в смузі V приблизно 12,7.